# Neckera falcata
Neckera falcata là một loài rêu trong họ Neckeraceae. Loài này được Reinw. & Hornsch. mô tả khoa học đầu tiên năm 1829.